# 画中画
画中画（英語：Picture-in-picture，缩写PiP）是部分电视接收器和类似设备的一项功能。它指将一个电视节目（或其他画面）显示在整个画面上，同时将另一个或多个其他画面显示在角落中。通常只播放主窗口的声音。有些智能手機操作系統和移动应用程序也能實現這一功能。
画中画需要两个独立的调谐器或信号源以提供大与小的画面。双调谐器的画中画电视内置有第二个调谐器，而单调谐器的画中画电视需要一个外部的信号源，它可能是一个外部调谐器、錄影機、DVD播放机、或者电缆箱。画中画经常用于观看一个节目并等待另一个节目开始播放，或者是等待廣告播放完毕。

## 历史
将一个图像添加到另一个图像上的技术在廉价的画中画消费品可用前就已存在。首个画中画出现于1976年蒙特利尔奥运会的电视报道，其中使用Quantel数字帧存储设备在开幕式期间插入奥林匹克圣火的特写照片。1980年，NEC在日本推出了“Popvision”电视（CV-20T74P），其具有一个初步的画中画功能：一个单独的6" (15 cm) CRT和及调谐器， 配合20" (50 cm)的主屏幕。它的价格很是昂贵，厂商建议零售价：298,000日元，约等于1,200美元（在当时，1美元=250日元），并且在1980年的1200美元在2007年有接近3000美元的购买力。
早期的消费者画中画实现是Multivision机顶盒，但它不是一个商业上的成功产品。之后画中画变成了高级电视接收机的一个特色功能。
第一个为普通消费者实现画中画的产品是飞利浦在1983年推出的高端电视机，其背面有一个单独的视频或RF输入，可以在屏幕四角的任意一处以黑白显示。当时的电视仍是模拟方式，而以模拟方式实现早期版本的画中画仍很昂贵。新的数字技术允许第二个视频信号被数字化并保存在数字存储器芯片中，然后以迷你版本播放。虽然新技术不足以用于彩色或全屏画面，但它确实提供了低成本的画中画功能。
藍光光碟和HD DVD规范了画中画，允许观众观看诸如导演对正在播放的电影的评论。2006和2007年的蓝光光盘的产品使用PiP轨道方法的是使用两个单独的HD编码，其中一个HD编码包括硬编码的PiP轨道。从2008年开始，蓝光光盘开始使用一个HD和一个SD视频轨道（可与Bonus View或BD-Live播放器组合）的方式发行。此方法使用更少的光盘空间，使PiP更容易添加到产品中。几家好莱坞制片厂在2008年开始发行包含了Bonus View花絮的蓝光光碟影片，诸如異獸戰2、惡靈古堡3：大滅絕、V怪客和War。

## 图片与文本
一个有点类似的功能是图片与文本（picture and text），简称PAT。它将屏幕分为两个部分，一个是电视节目，一个是電視資訊页面（如有可用信息）。

## 優點
好處是，在螢幕，瀏覽器可同步，不佔據其他空間。按下返回鍵，可回復該分頁畫面。雖然新分頁也能構成此行為，但會造成畫面壅擠。WIN10電腦則提供多工，多螢幕功能。

## 瀏覽器
火狐(Firefox)新版功能提供此服務。